# Labor für Impulstechnik
Das Labor für Impulstechnik (LFI) wurde 1952 in Essen von Heinz Nixdorf gegründet und war das Vorgängerunternehmen der Nixdorf Computer AG.

## Geschichte
Als Werkstudent beim amerikanischen Büromaschinenhersteller Remington Rand Corp. in Frankfurt am Main angestellt, lernte Heinz Nixdorf die Entwicklung von digitalen Schaltkreisen für Multiplikations- und Saldierwerke kennen. Jedoch verfolgte die Unternehmensleitung das Projekt nicht weiter, der Marktwert der Rechenmaschine wurde nicht erkannt, woraufhin Nixdorf, der das Marktpotential erkannte, sein Konzept eines Elektronenrechners auf Rundfunkröhrenbasis mehreren Großunternehmen in Nordrhein-Westfalen vorstellte. Bei den Rheinisch-Westfälischen Elektrizitätswerken (RWE) stieß Nixdorf auf Interesse und Vertrauen, so dass er mit einem Entwicklungsauftrag in Höhe von 30.000 D-Mark ausgestattet wurde und am 1. Juli 1952 das Labor für Impulstechnik gründete. Die RWE stellte zu Anfang die Räumlichkeiten.

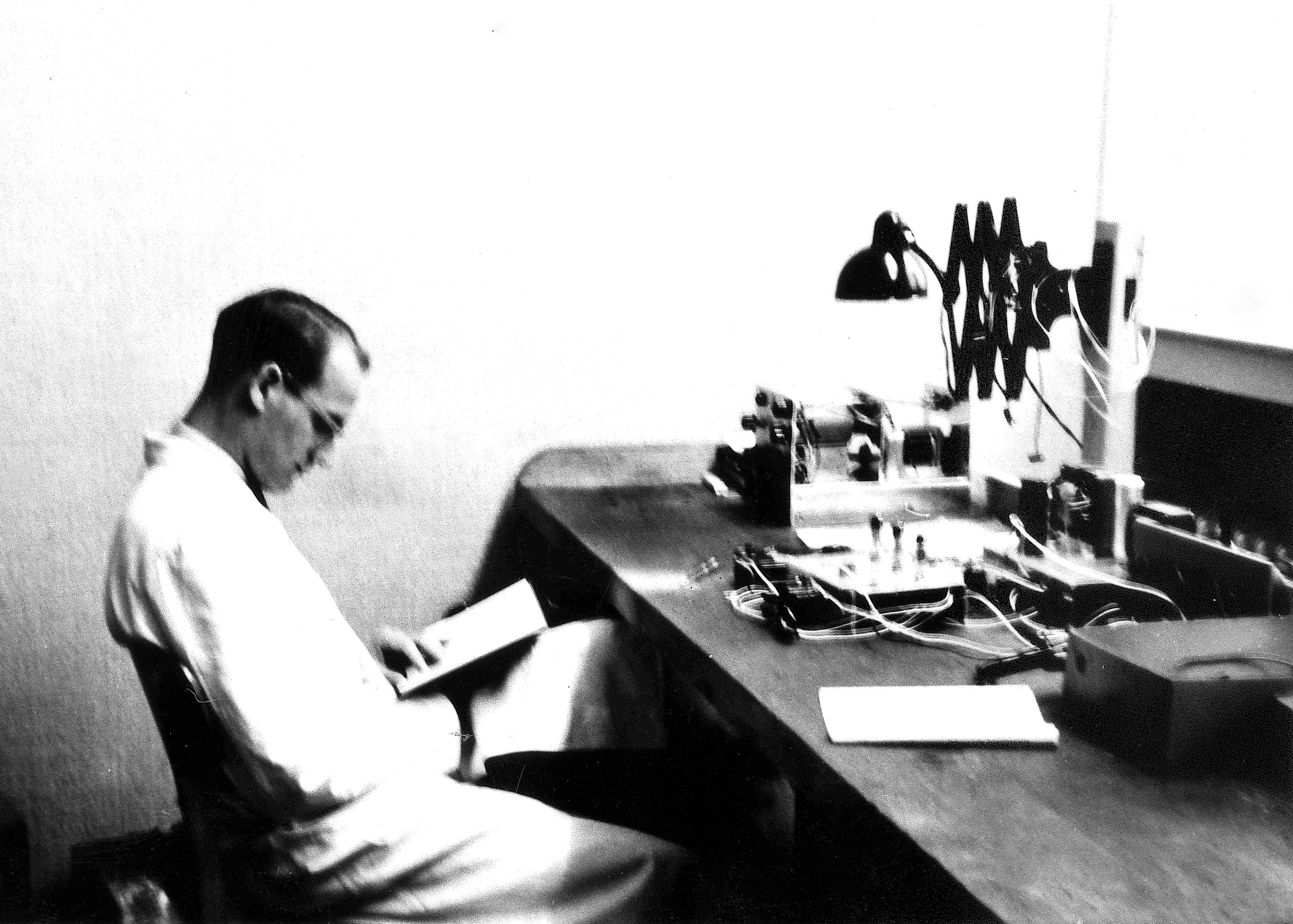
Heinz Nixdorf an seinem Arbeitsplatz im Rheinisch Westfälischen Elektrizitätswerk in Essen, 1952.

Um das Projekt bewältigen zu können, stellte Nixdorf zum 1. September 1952 seinen ersten Mitarbeiter, einen gut ausgebildeten Radio- und Fernsehtechniker, ein. Noch 1952 konnte der erste Elektronenrechner auf Rundfunkröhrenbasis – bezeichnet als ES – für die Buchhaltung der RWE ausgeliefert und im folgenden Jahr Weiterentwicklungen – ES 12 und ES 24 – betrieben werden. Die Innovations- und Expansionsphase des jungen Unternehmens verlief in großen Schritten, so dass das LFI sich vom Produzenten von Rechenmaschinen für die RWE AG in den 1950er Jahren schnell zum Zulieferer elektronischer Rechenwerke für bedeutende Büromaschinenhersteller wie die Exacta Büromaschinen GmbH – ab 1963 Wanderer-Werke – in Köln und die Compagnie des Machines Bull in Paris entwickelte. Aufgrund von Platzmangel war Nixdorf 1954 gezwungen, in 300 Meter Entfernung zum RWE-Haus weitere Arbeitsräume, das LFI beschäftigte bereits zehn Techniker, anzumieten. 1958 stellte Nixdorf einen Entwicklungsingenieur ein. Bis dahin hatte der Unternehmensgründer alle Entwicklungsarbeiten selbst ausgeführt. Stetig wurden neue Elektronenrechner entwickelt, wie der elektronisch multiplizierende Buchungsautomat Multitronic 6000 für Exacta, von dem zunächst 50 Stück geplant waren, jedoch 2.000 Stück produziert wurden oder der 1963 vorgestellte Wanderer Conti, der einst der weltweit erste Tischrechner mit eingebautem Drucker war. 1965 folgte die von Wanderer vertriebene Logatronic, den das LFI 1967 zum Nixdorf-Universalcomputer 820 weiterentwickelte. Die rasche Expansion des Unternehmens brachte es mit sich, dass bereits 1957 erste Räume in Nixdorfs Geburtsstadt Paderborn an der Kasseler Mauer angemietet wurden. Ein Jahr später zog Nixdorf mit dem gesamten Unternehmen von Essen nach Paderborn um und das erste Werksgebäude wurde 1961 an der Pontanusstraße errichtet, in dem heute das Technische Rathaus der Stadt Paderborn untergebracht ist. 1967 sah Nixdorf die Möglichkeit, nicht mehr nur als Zulieferer zu fungieren, sondern den Vertrieb der Produkte selbst in die Hand zu nehmen. So wurden erste Geschäftsstellen gegründet und das LFI zeigte durch die Errichtung eines zweiten Betriebswerkes in Berlin Präsenz. Ins Bewusstsein der Öffentlichkeit geriet das Unternehmen 1968 mit dem Kauf und der Übernahme des größten Kunden, den Wanderer-Werken in Köln.

## Innovative Produkte
- 1952: ES - Erster deutscher Elektronenrechner auf Röhrenbasis, der zum Anschluss an elektromagnetische Lochkarten geeignet war.[1] Damit ist das LFI der älteste deutsche Hersteller von elektronisch arbeitenden Rechnern. Den ersten praktisch genutzten deutschen Röhrencomputer baute Walter Sprick ein Jahr zuvor.
- 1955: Elektronenmultiplizierer EM 22 – Mit Hochvakuumröhren aufgebautes Rechenwerk zur Addition, Subtraktion, Multiplikation und Division von Zahlen, die aus Lochkartenfeldern in die Register des EM 22 übernommen wurden. Eingesetzt wurde die EM-Modelle insbesondere von Elektrizitätswerken, um so Monatsrechnungen für die Kunden erstellen zu können: Ohne Multiplikation (Verbrauch mal Verbrauchertarif) und Addition eines Festwertes (Zählermiete) wäre dies nicht möglich gewesen.
- 1959: Multitronic – Erster Buchungsautomat auf dem Weltmarkt mit elektronischer Multiplikationseinrichtung.
- 1962: Conti – Weltweit erster Tischrechner mit eingebautem Drucker.
- 1963: Gamma 172 – Anstelle der voluminösen und Wärme erzeugenden Röhren, wie noch bei der ES und EM, wurde bei der Gamma 172 Transistortechnologie eingesetzt. Die Rechengeschwindigkeit bei Multiplikation und Division betrug konstant 25 Millisekunden.
- 1965: Logatronic – Die Logatronic kennzeichnet den Beginn der Mittleren Datentechnik und war zugleich Grundlage für die Vorreiterrolle des LFI und später der Nixdorf Computer AG in diesem Segment. Erstmals war der EDV-Einsatz für kleine und mittlere Unternehmen zu einem vertretbaren Preis-Leistungs-Verhältnis möglich.[2]
- 1967: Nixdorf 820 – Weiterentwicklung der Logatronic zum Magnetkontencomputer sowie zu Datenerfassungssystemen und Online-Terminals. Durchbruch am EDV-Markt für das LFI.[3]

Das LFI erzielte im Jahr 1967 in Deutschland einen Marktanteil im Bereich Computer der Preisklasse zwischen 25.000 D-Mark und 100.000 D-Mark von mehr als 60 %. Der Umsatz betrug 1967 52 Mio. D-Mark.

## Das Nachfolgeunternehmen Nixdorf Computer AG
Mit dem Erwerb der Wanderer-Aktien und somit den Wanderer-Werke, der Kaufpreis betrug 17,2 Millionen D-Mark, besaß Nixdorf nicht mehr nur leistungsfähige Entwicklungs- und Produktionsabteilungen, sondern er verfügte zugleich auch über eine eigene Vertriebsstruktur. Mit der Aktienübernahme bei Wanderer durch Nixdorf im April 1968 erfolgte zum 1. Oktober desselben Jahres der Zusammenschluss zwischen den ehemaligen Wanderer-Werken und dem Labor für Impulstechnik zur Nixdorf Computer AG (NCAG) mit Sitz in Paderborn.